# هیروتاکو هاگیوارا
هیروتاکو هاگیوارا (انگلیسی: Hirotaku Hagiwara؛ زادهٔ ۱۱ ژوئیهٔ ۱۹۸۶) بازیکن فوتبال اهل ژاپن است.